# Nell Freudenberger
Nell Freudenberger (New York, 21 aprile 1975) è una scrittrice statunitense.

## Biografia
Nata a New York nel 1975, vi risiede e lavora.
Dopo un B.A. all'Università di Harvard nel 1996, ha conseguito un Master of Fine Arts all'Università di New York nel 2000.
Dopo aver viaggiato a lungo in Asia e insegnato inglese in Thailandia, ha pubblicato il suo primo racconto nel periodico New Yorker.
Nel 2003 ha esordito nella narrativa con la raccolta di racconti Ragazze fortunate vincendo il Sue Kaufman Prize for First Fiction
Autrice di 3 romanzi, nel 2004 è stata insignita del Premio PEN/Malamud e nel 2006 del Premio Janet Heidinger Kafka.

## Opere

### Romanzi
- The Dissident (2006)
- The Newlyweds (2012)
- Perduta e attesa (Lost and Wanted, 2019), Torino, Codice, 2020 traduzione di Anna Tagliavini ISBN 978-88-7578-868-1.

### Raccolte di racconti
- Ragazze fortunate (Lucky Girls, 2003), Milano, Mondadori, 2004 traduzione di Chiara Spallino Rocca ISBN 88-04-52697-1.

## Premi e riconoscimenti
- Sue Kaufman Prize for First Fiction: 2004 vincitrice con Ragazze fortunate
- Premio PEN/Malamud: 2004
- Premi Whiting: 2005 vincitrice nella sezione "Narrativa"[7]
- Premio Janet Heidinger Kafka: 2006 vincitrice con The Dissident
- Guggenheim Fellowship: 2010[8]